# Clavatula cossignanii
Clavatula cossignanii é uma espécie de gastrópodes do gênero Clavatula, pertencente a família Clavatulidae.